# Iwona
Iwona ist ein weiblicher Vorname. Er ist die polnische Variante des Namens Yvonne.

## Bekannte Namensträgerinnen
- Iwona Arent (* 1968), polnische Politikerin
- Iwona Bielska (* 1952), polnische Schauspielerin
- Iwona Buczkowska (* 1953), französische Architektin und Stadtplanerin polnischer Herkunft
- Iwona Chmielewska (* 1960), polnische Illustratorin und Autorin
- Iwona Daniluk (* 1973), polnische Biathletin
- Iwona Dzięcioł (* 1975), polnische Bogenschützin
- Iwona Grzywa (* 1975), polnische Biathletin
- Iwona Guzowska (* 1974), polnische Kickboxerin und Taekwondoin
- Iwona Kozłowska (* um 1970), polnische Botschafterin
- Iwona Matkowska (* 1982), polnische Ringerin
- Iwona Mickiewicz (* 1963), polnische Lyrikerin, Kustodin und Herausgeberin
- Iwona Mironiuk (* 1969), polnische Pianistin
- Iwona Węgrowska (* 1982), polnische Sängerin